# الرحلة الليلية (فلم 1933)
الرحلة الليلية (بالإنجليزية: Night Flight) فيلم دراما أمريكي انتج عام 1933 من إخراج كلارنس براون وبطولة كلارك غيبل.

## روابط خارجية
- مقالات تستعمل روابط فنية بلا صلة مع ويكي بيانات